# Härnösands och Östersunds valkrets
Härnösands och Östersunds valkrets var i valen till andra kammaren 1878–1884 en egen valkrets med ett mandat. Valkretsen, som omfattade Härnösands och Östersunds städer, avskaffades inför extravalet 1887 då Härnösand uppgick i Härnösands, Umeå och Skellefteå valkrets medan Östersund fördes till Östersunds och Hudiksvalls valkrets. 

## Riksdagsmän
- Karl Henrik Berlin (1879–1881)
- Carl Johan Blomberg (1882–1887)